# Doktor (Pán času)
Doktor (anglicky The Doctor) je hlavní postava z britského kultovního sci-fi seriálu Pán času (Doctor Who). 

## Postava Doktora
Doktor pochází z humanoidní rasy zvané Páni Času z planety Gallifrey. Na začátku cesty se o něm nic moc nevědělo, pouze to, že má nebývalé znalosti, očividně není z planety Země. Vlastní vesmírnou loď a stroj času v jednom zvaný TARDIS. Na TARDIS je nejzajímavější to, že je větší zevnitř, než zvenku. Na svých cestách putuje časem a vesmírem, přitom zachraňuje planety a jejich obyvatele. Většinou necestuje sám, má své společníky či společnice. Ti se zpočátku seriálu nechali Doktorem zachránit, postupem času bez nich Doktor již necestuje. 

## Páni Času
Páni Času jsou velmi stará rasa z dalekého vesmíru, z planety Gallifrey, v konstalaci Kasteborous. Gallifrey vládne Prezident. Nejznámější gallifreyský Prezident je Rassilon, znám kvůli své šílenosti ovládnout vesmír, za což byl také nakonec vyhoštěn z planety. Pánové Času vidí celý časový vír (síť všech časových linek) už jako malí a starají se o chod času, ale jen jako pozorovatelé, kteří nikdy nezasahují. 
Vzhledově jsou Páni Času podobní lidem. Na rozdíl od lidí mají dvě srdce, jedno jako zálohu, když to druhé přestane tlouct. Mají také schopnost regenerovat. Když Pán Času umírá, zregeneruje a vymění staré buňky za nové a tím se obnoví. Ovšem za cenu nového vzhledu, osobnosti, emocí a vlastností. Každý Pán Času může regenerovat 13 krát. Jakmile umírá jeho 13 tělo, umře doopravdy. Jedno tělo Pána Času může žít stovky let. 
Páni Času ovšem nejsou nesmrtelní, a tak i oni vyhynuli ve válce známé jako Největší a Poslední Časová Válka. V ní bojovali proti rase Daleků, nejnebezpečnějším tvorům ve vesmíru posednuté nenávistí. Tato válka málem zničila celý vesmír a aby ji Doktor zastavil, použil Moment, velmi silnou mezigalaktickou zbraň, kterou nechal vybouchnout. Sice vyhladil celou rasu Daleků, ale zároveň i svůj druh Pánů Času. Tudíž je posledním žijícím Pánem Času. 
Gallifrey ovšem přežila, ale je zmražená v časovém zámku na konci vesmíru, nikdo nemůže do ní a nikdo z ní. Dalekové také přežili, což Doktora doteď štve, jelikož jeho rasa přežila v časovém zámku, zatímco Dalekové přežili úplně. Sice jich bylo jen pár, ale nakonec se rozmnožili a už dávno nejsou vyhynulí. 
Ovšem i na zmraženou Gallifrey přišla řada a to kvůli tajemství o původu Pánů Času. Vrchní Páni Času totiž celému lidu po tisíciletí lhali o původu jejich starobylé rasy. Pravda byla taková, že bylo nalezeno tzv. Věčné Dítě (Doktor) z jiné galaxie, které mělo schopnosti regenerace. Tehdy nemotorná rasa začala Dítě zkoumat a z jednoho kusu jeho tkáně se rozhodli přidat regenerace i potomkům planety a vytvořili si sobecké jméno Páni Času. 
Tuto pravdu odhalil Vládce (Doktorův bývalý přítel a jeho největší nepřítel), který nemohl uvěřit, že je stvořen ze svého soka. Nakonec se rozhodl, že za to, jak Páni Času lhali ostatním rozbombarduje celou planetu na kousky. To také udělal a Gallifrey i Páni Času zemřeli už nadobro. 

## Regenerace
Regenerace je praktické řešení, kterým se tvůrci seriálu vypořádali s odchodem herce hlavní postavy. Vždy, když Pán času umírá, jeho buňky se jedna po druhé zcela obnoví, ale do úplně jiné podoby. Stejně tak se výrazně změní struktura mozku, což vede ke změně osobnosti. Jeho vzpomínky a intelekt zůstanou, ale jak na ně bude nový Pán času nahlížet, je vždy na osobnosti. V praxi to vypadá tak, že postava umírá, ale během smrti se její tvář promění a poté se další reinkarnace poprvé nadechne. Po regeneraci má však v sobě ještě přebytečnou regenerační energii, a tak musí zůstat v klidu, dokud energie nevyprchá. Každý pán času má třináct podob, po jejichž vyčerpání zemře. 

## Doktorova výpomoc
Doktor má pár pomůcek, které mu pomáhají zachraňovat vesmír. 
Jak již bylo psáno, Doktor vlastní TARDIS (Time And Relative Dimension In Space). Jedná se o vesmírnou loď a stroj času v jednom. Na TARDIS je nejzajímavější to, že je zevnitř mnohem větší (jednou Doktor řekl, že je nekonečná) než zvenku (jedná se o jednu z technologií Pánů Času). V základním módu vypadá jako šedý válec. TARDIS má však zabudovaný chameleoní obvod, který ji maskuje podle místa, kde se nachází. 

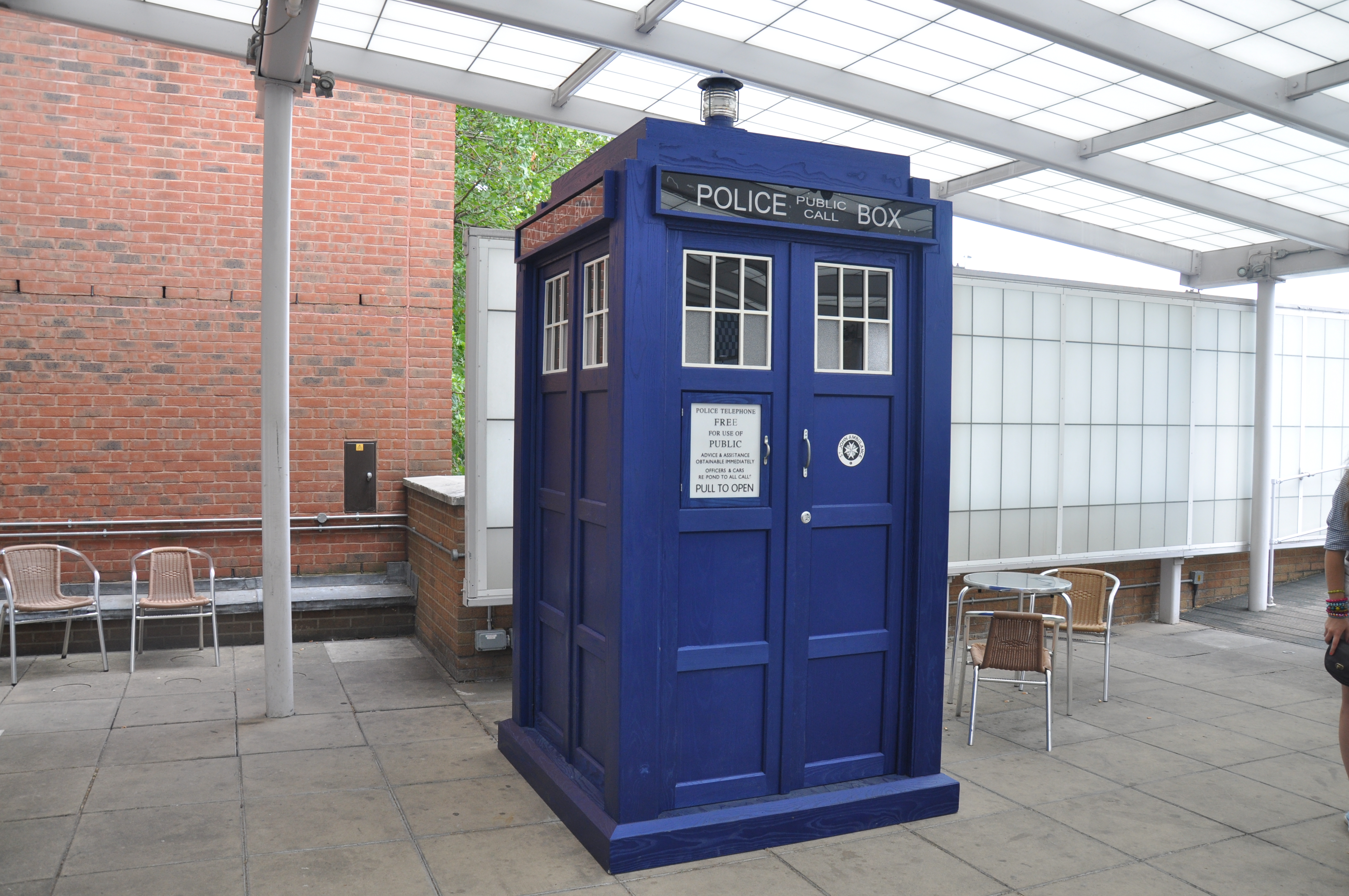
TARDIS v její nejznámější podobě.

TARDIS jsou přísně střežený majetek Pánů Času, Doktor jednu z nich však ukradl a od té doby ji má. Sám říká, že si ji pouze půjčil navždy. Doktorova TARDIS také má chamaleoní obvod, ten se ale rozbil, když byl Doktor v 60. letech 20. století, kdy TARDIS vypadala jako modrá policejní budka. Doktor by mohl obvod opravit, ale jemu se začal vzhled budky líbit, že se ho rozhodl nechat. 
TARDIS ovšem není stroj, je to živá bytost, která umí myslet a rozhodovat se. Proto většinou Doktora neposlouchá, když říká kam chce cestovat, ale TARDIS ho sama vezme na místo, kde jeho pomoc někdo potřebuje. 
TARDIS umí také překládat mimozemské jazyky. Když je někdo poblíž TARDIS, ona sama mu v hlavě automaticky překládá mimozemské jazyky. 
Další věc, kterou Doktor vlastní je Sonický Šroubovák. Jedná se o zařízení, které dokáže komunikovat s okolím. Největší využití má ovšem v komunikování s technologií. Dokáže rozsvěcovat světla, odemykat zámky, zapínat přístroje, skenovat okolí a mnohem více. 
Poslední hračka Doktora je Psycho papír. Jedná se o papír, který Doktor nejčastěji používá jako falešný doklad. Jeho využití je to, že osoba, která se do něj dívá vidí přesně to, co Doktor chce. Tudíž tam může být občanka, průkaz FBI a další věci. Problémem je, že se dá snadno obejít. Lidé bez fantazie, s vysokou inteligencí nebo konkrétně cvičení proti psycho papíru místo něj vidí obyčejný papír. 

## Doktor

### Věčné Dítě
Doktorovo jméno i jeho původ jsou neznámé. Byl nalezen jako malá holčička pod trhlinou v časoprostoru, ze které přicestovala. Našla ji žena Tecteun, která se rozhodla ji adoptovat. Prozkoumávali vesmír až se nakonec vrátili na rodnou planetu Tecteun, Gallifrey. Tecteun se snažila přijít na to, odkud její dcera je, ale nepodařilo se jí to. 
Jednoho dne si holčička hrála s kamarádem, ale stala se nehoda a ona spadla z útesu. Ovšem stalo se něco, co nikdo nečekal. Holčička zregenerovala, změnila svoje tělo. Tecteun jí díky tomu dala jméno Věčné Dítě a sama se snažila příjít na to, jak funguje regenerace. Věčné Dítě mezitím několikrát zregenerovalo a měnilo své tělo, pohlaví i barvu pleti. 
Nakonec se Tecteun povedlo přijít na to jak regenerovat a společně s dalšími zástupci svého druhu darovali regenerace svým potomkům, ovšem omezili počet regenerací na 13 těl, zatímco Věčné Dítě jich mělo neomezeně. Tím vytvořila rasu Pánů Času

### Další regenerace
Není přesně známo, kolik měl Věčné Dítě regenerací. V jednu chvíli si však začal říkat Doktor, ukradl TARDIS – vesmírnou loď a stroj času v jednom z Gallifrey a začal cestovat po vesmíru. 

### Doktor Ruth
Jednou, opět není známo ani kdy ani jaká regenerace to byla se Doktor dostane do sporu s Paní Času jménem Gat, která na ní pošle Judoony - vesmírnou policii. Doktor aby se schovala použije chameleoní obvod – přemění se na člověka a zapomene na to, že je Pán Času. Ještě před „vymazáním paměti“ zakope TARDIS na zahradě a vytvoří si falešnou identitu pod jménem Ruth. Schová se na planetě Zemi, kde žije jako člověk. 
Judooni ji ovšem najdou a Ruth nevědomky opět propustí Doktora. Doktor se následně setkává se svoji budoucí regenerací, ovšem ta si nepamatuje, že by někdy byla v těle „Ruth“. Doktor zabije Gat, přemůže Judoony a odlétá zpět v TARDIS. 

### Brendan
Nejenom, že nevíme, kolik regenerací měl Doktor, ani nevíme, jak skončil. Tecteun nechtěla, aby kdokoliv o Doktorovi cokoliv věděl a tak vymazala většinu záznamů v archivu Pánů Času. Doktorův konec ovšem vymazat nemohla a tak ho pouze upravila do „příběhu o Brendanovi“. Jediné co díky příběhu doopravdy víme je to, že na konci byl Doktor chycen Pány Času, byla mu vymazána paměť a zregeneroval zpět do dítěte. Stal se normálním Pánem Času se 13. regeneraci, který neví o své minulosti vůbec nic. A ta zůstala pro všechny tajemstvím na několik miliard let. 
| Fotografie | Herec                 | Doktor               | Popis |
| ---------- | --------------------- | -------------------- | --- |
|            | William Hartnell      | První Doktor         | První reinkarnaci Doktora ztvárnil britský herec William Hartnell. Byl hercem, který roli Doktora hrál po dobu tří let, od roku 1963 do roku 1966, kdy musel kvůli zdravotním problémům opustit seriál. Jeho první společnicí byla jeho vnučka z Gallifrey jménem Susan, ke kterým se v první epizodě seriálu přidali učitelé Barbara Wright a Ian Chesterton. Doktor jim postupem času vysvětlí, že ze své domovské planety uprchli a nemohou se vrátit, ovšem důvod zůstává skrytý. Hned v druhé epizodě se na scéně objevují první a nejslavnější nepřátelé Doktora a všech jeho společníků, Dalekové (The Daleks), kteří se za vykřikování hlášky vyhladit snaží o zničení všeho živého, co není Dalekem. Při útoku Kyberlidí první Doktor umírá a poprvé se objevuje scéna regenerace, kdy se postava Williama Hartnella mění na Patricka Troughtona. |
|            | Patrick Troughton     | Druhý Doktor         | Dalším "Doktorem" se stal další britský herec, tentokrát Patrick Troughton. Epizody z jeho éry patří k těm nejpostrácenějším a nejpromazanějším. Jeho pojetí Doktora bylo takové "hravější" a podnikavější. K jeho hlavním nepřátelům patří hlavně Kyberlidé, Ledoví Válečníci, nebo konečný nepřítel 11. Doktora, The Great Intelligence. Ze slavných společníků po jeho boku stanul například Brigadier Alistair Gordon Lethbridge Stewart. Po zásahu jeho vlastních lidí-Pánů času-byl "druhý" donucen k regeneraci. Troughton strávil roli Doktora tři roky, od 1966 do roku 1969. |
|            | Jon Pertwee           | Třetí Doktor         | Třetí inkarnace Doktora neměla snadný začátek. Třetí Doktor byl totiž Pány času uvězněn na Zemi. Začal tedy pracovat pro U. N. I. T. a jeho společnicí se stala doktorka Liz Shaw. V 8. sezóně se po boku třetího Doktora ukázala sympatická Jo Grant. Později mohl Třetí Doktor opět cestovat TARDIS. Mezi jeho nepřátele patřilo Nestýnské vědomí a Autoni, Ledoví válečníci, Siluriané, ale jeho hlavním nepřítelem byl určitě Vládce, který ho provázel celou 8. sérií a poté až do roku 1973, kdy Roger Delgado (Vládce) zemřel a Jon Pertwee se rozhodl skončit. Předtím nicméně poznal Sarah Jane Smith a celou inkarnací ho provázel i Brigadier Aliastair Gordon Lethbridge Stewart. Jonathan Pertwee hrál Doktora 4 roky a 5 sezón (8.–11. ) 1970–1973.                                                                                          |
|            | Tom Baker             | Čtvrtý Doktor        | Nejoblíbenější a nejdéle působící herec Tom Baker ztvárnil charismatického bláznivého Čtvrtého Doktora. Vystřídal mnoho společníků i nálad. Opět spolupracoval s Brigadierem, i se Sarah Jane Smith a novým společníkem Harry Sullivanem. Jeho éra trvala 7 dlouhých let, třikrát se setkal s Vládcem, ale setkal se s Daleky, Kyberlidmi, Sontarany a různými jinými nepřáteli. Jeho éra skončila spadnutím z vysílače díky Vládci. Mezi jeho sezóny patřily 12. – 18. (1974–1980) |
|            | Peter Davison         | Pátý Doktor          | Nejmladší Doktor z klasické éry. Pátý Doktor je vážnější a mírnější než jeho předchůdce. Nerad stojí v čele a raději se nechá vést. Mezi jeho "nemesis" patřil Vládce, Kyberlidé, Dálekové, prezident Borusa a další… Jeho éra proběhla v letech 1981 až 1983. Vyskytl se v sezónách 19.–21. Ke konci 21. sezóny zregeneroval. Společníky podědil po Čtvrtém (Tegan Jovanka, Adric a Nyssa). Po jejich odchodech začal v TARDIS cestovat s dívkou Peri… |
|            | Colin Baker           | Šestý Doktor         | Éra Šestého Doktora byla krátká, představila nám ale paní času Rani. |
|            | Sylvester McCoy       | Sedmý Doktor         | |
|            | Paul McGann           | Osmý Doktor          | |
|            | John Hurt             | Válečný Doktor       | |
|            | Christopher Eccleston | Devátý Doktor        | |
|            | David Tennant         | Desátý Doktor        | Prvním dílem, kde se Desátý Doktor, kterého ztvárnil britský herec David Tennant, objevil byla Vánoční invaze v originále Christmas Invasion v roce 2005. Desátý Doktor byl v roce 2013 ve Velké Británií zvolen jako nejoblíbenější Doktor. Tento Doktor stejně jako ostatní Doktoři měl svůj osobitý styl oblékání, a to oblek (většinou modrý) a dlouhý hnědý kabát. Desátý Doktor je také znám díky jeho oblíbené hlášce: Allons-y. Jeho éra trvala od roku 2005 až 2008 (celé tři série), ale pak jsme ho mohli vidět i ve vánočním speciálu společně s Jedenáctým Doktorem. |
|            | Matt Smith            | Jedenáctý Doktor     | |
|            | Peter Capaldi         | Dvanáctý Doktor      | |
|            | Jodie Whittaker       | Třináctý/á Doktor/ka | |
|            | David Tennant         | Čtrnáctý Doktor      | |
|            | Ncuti Gatwa           | Patnáctý Doktor      | |